# كايرويلوس دي كيرفيرا
بلدية كايرويلوس دي كيرفيرا (بالإسبانية: Ciruelos de Cervera)‏, هي إحدى بلديات مقاطعة برغش, التي تقع في منطقة قشتالة وليون, والتي تقع في شمال غرب إسبانيا.
يبلغ عدد سكانها 153 نسمة وفقاً لإحصائية سنة (2002).